# Castellnou d'Arri
Castellnou d'Arri (en occità Castèlnòu d'Arri i localment Castèlnau d'Arri, en francès i oficialment Castelnaudary) és un municipi del departament de l'Aude a la regió francesa d'Occitània. L'any 1999 tenia 10.851 habitants.
Castellnou d'Arri pertany a l'antiga província del Lauraguès, bressol del catarisme. La ciutat és coneguda pel seu caçolet, del qual és la capital mundial i pel seu Gran Embassament, important port sobre el Canal del Migdia.

## Monuments
- El Gran Embassament

Tal com havien demanat els habitants de la ciutat, Pierre-Paul Riquet, impulsor del Canal del Migdia (aleshores Canal Reial del Llenguadoc), i François Andréossy, geòmetre, van fer de Castellnou d'Arri, amb la construcció del Gran Embassament, el cor tecnològic d'aquesta obra. És l'únic mirall d'aigua d'aquesta dimensió (7 hectàrees) entre Tolosa i Seta.
La vista de l'embassament de la ciutat és admirable: d'un costat les rescloses de Sant Roc són una il·lustració de l'art i de la tècnica de l'obra; de l'altre costat, es troba l'illa de la Cibèla (Île de la Cybèle) ideada, en aquest país de vent, com a dic de contenció.
El 1997, aquest embassament ha estat classificat a la llista del Patrimoni de la Humanitat per la UNESCO.
- La col·legiata de Sant Miquel

Situada als límits del nou Regne de França després del Tractat de París de 1229, l'església, construïda a partir de 1240 i fins al 1270, és ideada com a temple fortalesa d'estil romànic.
El 1317, en el moment de la creació del bisbat de Saint-Papoul -ideat per a limitar les pretensions del bisbe de Tolosa-, l'església va ser elevada al rang de col·legiata. A l'hora del trànsit del Príncep Negre el 1355, l'església va ser enderrocada en part.
L'edifici va ser força modificat als segles XIV, XV, xviii i xix. Avui en dia apareix com un gran edifici d'estil gòtic dotat de nou capelles laterals i d'una imposant agulla piramidal, el cap de la qual culmina a 50 metres. Compta un gran orgue de la fi del segle xviii.
- El Presidial

El 1553, Caterina de Mèdici, comtessa del Lauraguès, va fer del comtat una batllia i l'antic castell de l'origen de la ciutat esdevé un presidial, nom que rebien els tribunals de justícia a l'Antic Règim. Es va fer servir com a presó després de la Revolució Francesa i fins al 1926. Avui en dia és un museu.
- El molí de Cogarèl (segle xvii)

Castellnou d'Arri és famós pels seus molins de vent. A començ del segle xix, encara hi havia vora el gran embassament de vint a trenta molins. El molí de Cogarèl és un dels darrers vestigis d'aquesta època i ofereix un panorama admirable sobre la ciutat i la plana del Lauraguès.
- Ca l'Apotecari (segle xviii)

Construïda el 1783 per a les necessitats de l'hospital, l'oficina de l'apotecari conté una col·lecció remarcable de pots de farmàcia fets de majòlica de Mostièrs (segle xviii) i de porcellana d'estil Imperi del segle xix.

## Esdeveniments històrics
- A l'hora de la croada albigesa (el 1211), Simó IV de Montfort va ser assetjat pels comtes de Tolosa i els de Foix.
- El 31 d'octubre de 1355, en plena Guerra dels Cent Anys, la ciutat va ser saquejada per les hordes del Príncep Negre, que, havent sortit de Bordeus, van devastar la Gascunya, el Lauraguès i Narbona, evitant amb cura les places més defensades. La ciutat va ser destruïda i els seus habitants massacrats.
- És davant Castellnou d'Arri que s'esdevé la batalla decisiva entre les tropes reialistes del mariscal Frederic Schomberg i les tropes frondistes del duc de Montmorency, governador del Llenguadoc, l'1 de setembre de 1632. El duc havia conspirat amb Maria de Mèdici, mare de Lluís XIII, i Gastó d'Orleans, germà del rei, en contra el cardenal Richelieu. Capturat a l'inici de la batalla, va ser condemnat a mort i decapitat a Tolosa de Llenguadoc el 30 de setembre de 1632.

## Personatges il·lustres
- Henry Roget (1860-1939), comandant de la Legió d'Honor i general de l'exèrcit francès. La seva filla, Henriette Puig-Roget (Bastia (Còrsega), 1910 - París, 1992), va ser pianista, organista, compositora i professora de música a París i a Tòquio.

## Gastronomia
El caçolet és una especialitat de Castellnou d'Arri.